# Guiffa
Guiffa, est une localité et une commune rurale de la préfecture de Kémo, en République centrafricaine. 

## Géographie
La commune de Guiffa est située au centre de la préfecture de Kémo. La plupart des villages sont localisés sur l'axe Sibut - Dékoa, route nationale RN8.
|              | Dékoa     | Tilo |
| Fafa-Boungou | Guiffa    | Mala |
|              | Ngoumbélé |      |

## Villages
Les principaux villages de la commune sont : Guiffa, Katakpa, Fôh et Cotonaf.
En zone rurale, la commune compte 18 villages recensés en 2003 : Balaoua 1, Banga 2, Bassounda, Bayela, Bayela Cm, Bayela-Ka, Bongo 1, Bongo 2, Cotonaf, Fo, Guiffa (Centre), Guiffa-Sococa, Katakpa, Mbimbi, Ngoudongo 1, Ngoudongo 2, Pelekesse, Poukouya.

## Éducation
La commune compte 4 écoles, dont l'école publique à Guiffa et à Katakpa, Ngoudongo, Cotonaf Fo.